# Камено (Опочецкий район)
Камено — деревня в Опочецком районе Псковской области России. Входит в состав Глубоковской волости.

## География
Расположена на северо-восточном берегу озера Каменное, в 26 км к востоку от города Опочка и в 8 км к северо-востоку от бывшего волостного центра, деревни Глубокое.

## Население
| 2001 | 2002 | 2010 | 2013 | 2014 | 2015 | 2016 |
| ---- | ---- | ---- | ---- | ---- | ---- | ---- |
| 59   | ↘52  | ↘33  | ↗37  | →37  | →37  | ↗38  |

Численность населения по состоянию на начало 2001 года составляла 59 человек.

## История
С 1995 до 2005 года деревня входила в состав ныне упразднённой Норкинской волости.